# Прусський омаж (картина)
«Прусський омаж» (пол. Hołd pruski) — полотно польського художника Яна Матейка, написане між 1879 та 1882 роками у Кракові (тоді частина Австро-Угорщини). На картині зображений Прусський омаж — важлива політична подія часів Відродження в Польщі, під час якої Альбрехт Гогенцоллерн, герцог Пруссії, 10 квітня 1525 року на ринковій площі Кракова віддав данину і присягнув на вірність королю Сигізмунду I Старому. Матейко зобразив понад тридцять важливих постатей періоду польського Відродження, взявши на себе сміливість включити до картини кількох осіб, які насправді не були присутні на цій події.
Картина прославляє цю подію в минулому Польщі, її культуру та велич її королів. Водночас картина має темні відтінки, відображаючи неспокійні часи, які спіткали Польщу наприкінці XVIII століття, адже Королівство Пруссія стане однією з держав-розділювачів, які покладуть край незалежності Польщі. Дехто вважав картину антипрусською, оскільки вона пророкувала зраду Польщі; інші відзначали, що вона також критична щодо Польщі, оскільки Матейко включив знаки, які вказують на те, що цей, здавалося б, тріумфальний момент був порожньою, змарнованою перемогою. Матейко створив свою картину, щоб нагадати іншим про історію вже не незалежної країни, яку він любив, і про мінливі долі історії. Картина вважається одним із його шедеврів.